# Jevgenij Leonov
Јevgenij Pavlovič Leonov (рус. Евгений Павлович Леонов; 2. septembar 1926 – 29. januar 1994) bio je poznati sovjetski i ruski glumac koji je igrao mnoge uloge u nekoliko poznatijih sovjetskih filmova, kao što su Džentlment sreće, Mimino i Goli let. On se smatra „jednim od ruskih najpopularnijih glumaca”, koji je isto tako dao glas za mnoge sovjetske crtane likove, uključujući Vini Pua.

## Rani život
Dok je odrastao u tipičnoj moskovskoj porodici, sanjao je da postane pilot ratnog aviona, što je bila uobičajena želja mnogih dečaka iz perioda Drugog svetskog rata. Ovo se takođe često pripisuje činjenici da je njegov otac radio u fabrici aviona. Tokom Velikog otadžbinskog rata on i cela njegova porodica su radili u fabrici oružja/avijacije. Posle rata, pridružio se školi Moskovskog umetničkog pozorišta, gde je učio kod Mihaila Janšina.

## Karijera
U svom prvom filmu, Leonov je dobio ulogu statiste i nije stekao nikakvo priznanje. Kasnije je postao regularni član Georgi Danelijevog tima, pojavljujući se u svim njegovim ostvarenjima, uključujući Gospoda sreće, Jesenji maraton, Mimino, Afonja i Kin-dza-dza!. Kako navodi agencija Allmovie, „njegov nizak, okrugao stas, izražajne oči, široko i otvoreno lice, spori pokreti i pomalo nejasan govor učinili su ga idealnim za komične uloge za koje se specijalizovao”. Ali je takođe privukao pažnju kritike zbog svojih tragičnih uloga i nepromenljive prirodnosti svoje glume. Rečeno je da su mnogi poznati glumci izbegavali da se pojavljuju u istim filmovima sa Leonovim, jer su zbog njegovog prirodnog načina glume delovali napeto.
Uprkos Leonovljevom kratkom pojavljivanju u Danelijinom Jesenjem maratonu (1980) (jednom od njegovih najpopularnijih filmova), ta uloga mu je donela nagradu za najboljeg glumca na Venecijanskom filmskom festivalu. U Jesenjem maratonu, kaže se, Leonov briljantno demonstrira tipičnog Leonovskog antiheroja. Dao je urnebesni portret jednostavnog, radoznalog čoveka koji je previše pio i koji nije obožavao ništa više od pričanja gluposti sve dok je neko mogao da izdrži. Među ostalim filmovima za koje je bio ključan u podizanju na klasični nivo bili su Gospoda sreće i Beloruska stanica, oba snimljena 1971. godine. Kao i svi Leonovljevi filmovi, često se prikazuju na televiziji. Navodno, „Leonov je za Ruse bio ono što je Fernandel bio za Francuze.“ On je izveo preko 200 uloga i bio je najpoznatiji sporedni glumac ruske kinematografije.
Godine 1991, (ili 1988.), na turneji u Nemačkoj, doživeo je masivni srčani udar, zbog čega je bio u komi na 10 dana (ili 16 dana). Njegov život je spašen tek posle teške operacije i Leonov se oporavio, nakon čega je radio na predstavama u Lenkom teatru.
Godine 1993, godinu dana pre smrti, Leonova su na filmskom festivalu pitali: „Koje su godine u životu ruskog pozorišta bile najproduktivnije?“ Leonov je odgovorio:
| „ | Život je proleteo tako brzo da je teško identifikovati bilo koji period. Ali nikada neću zaboraviti slavne umetnike prošlih godina, svoje učitelje: Dikija, Mihaila Čehova, mladog Simonova, Pevcova, Rusinova, Vahtangova, Gricenka i Jakovljeva. Video sam procvat Umetničkog pozorišta. Godine 1941, ja tada dečak, skrivajući se negde, video sam Tri sestre gde su tri lepe žene sanjale o nekom novom lepom životu. Nikada neću zaboraviti Anu Karenjinu sa Tarasovom. Ljudi su tada igrali ispoljavajući srdačnost, dobrotu, smejali se kroz suze i ostavljali delić srca na sceni. Da bi se postigla dubina, potrebna je veština, ali veština dolazi isključivo kroz patnju. Jednom je Pevcov, sedeći u kuhinji sa Nikolajem Simonovim, rekao: „Kolja, čuvaj se organskih materija u zatvorenom prostoru. Ali sada se i sama estetika promenila. „Organska unutrašnjost“ je svuda pretvorena u umetnost. A takođe, nema književnosti. Prošlog veka četrdeset pisaca je prevrnulo svet. Danas ih ima mnogo, ali književnost više nije ono što je nekada bila. Pozorište mora da postavlja predstave koje se pišu velikim slovom. Ali mi dajemo prednost efektnom postavljanju, zaboravljajući na osećanja i strast – ne nužno glasnu strast. Strast može da bude tiha. U jednom pozorištu su mi jednom rekli: „Leonove, dođi da radiš sa nama. Mi smo bogati i skoro sve vreme provodimo u inostranstvu.“ „Zašto, je li vaše pozorište tako jako?“ upitao sam. „Ne, naša razmena je jaka.“ Berza trguje drvnom građom i pridružuje pozorišne vagone svom teretnom vozu. I što se tiče festivala – daj Bože da se održe. Ako se nađe novac. | ” |

Leonov je umro 29. januara 1994. na putu za Lenkom teatar da bi nastupio u Molitvi za mrtve (A Memorial Prayer). Kada je u sali objavljena njegova smrt, publika je spontano preplavila crkvu preko puta i zapalila sveće u znak žalosti. Preko pola miliona ljudi izašlo je u hladnim uslovima na procesiju na parastos. Sahranjen je na Novodevičjem groblju u Moskvi u blizini drugih istaknutih ličnosti ruske kulture.

## Izabrana filmografija
Glumac
- Srećan let (Счастливый рейс) (1949) kao vatrogasac (nekreditirano)
- Sportski čas (Спортивная честь) (1951) kao konobar (nekreditirano)
- Lovac podmornica (Морской охотник) (1954) kao kuvar
- Put  (1955) kao vozač Paša Jeskov
- Kriminalni slučaj Rumkancev (Дело Румянцева) (1956) kao vozač Mikhajl Snegirjov
- Jedinstveno proleće (Неповторимая весна) (1957) kao Aleksej Košelev
- Ulica puna iznenađenja (Улица полна неожиданностей) (1958) kao Jevgenij Pavlovič Serdjukov
- Teška sreća (Трудное счастье) (1958) kao Agaton
- Priča o mladencima (Повесть о молодожёнах) (1959) kao Fedor
- Nemam 100 rubalja... (Не имей сто рублей...) (1959) kao Ivan S. Mukhin
- Priča o mladencima (1960) kao Fedja
- Umetničko delo (Произведение искусства) (196, kratki filim) kao Saša Smirnov
- Snežna priča (Снежная сказка) (1959) kao stara godina
- Goli let (Полосатый рейс) (1961) kao Gleb Šulejkin
- Čeremuški (Черёмушки) (1962) kao Barabaškin
- Serf glumica (Крепостная актриса) (1963) kao grof Ivan P. Kutajsov
- Kratka humoreska (Короткие истории) (1963, TV film) kao klijent
- Donska priča (Донская повесть) (1964) kao Jakov Šibalok
- Trideset tri (Тридцать три) (1965) kao Ivan S. Travkin
- Nad nama je Južni krst (1965) kao prodavac sa invaliditetom na pijaci
- Snežna kraljica (Снежная королева) (1967) kao Kralj Erik
- Prvi kurir (1968) kao Kritski
- Ilusionista (Фокусник) (1968) kao Stepan Nikolajevič Rosomakin
- Ne budi tužan (Не горюй!) (1968) kao vojnik Jegor Zaletajev
- Cik-cak sreće (Зигзаг удачи) (1968) kao fotograf Vladimir Orešnikov
- Lekcija književnosti (Урок литературы) (1968) as Pavel Vronski, Ninin otac
- Virineja (Виринея) (1969) kao Mikael
- Karusel (Карусель) (1969, TV serija) kao Ivan I. Njukhin (glas)
- Čajkovski (Чайковский) (1970) kao Aljoša
- Sijaj, sijaj, moja zvezdo (Гори, гори, моя звезда) (1970) kao Paša, majstor iluzija
- Between high spikes (Меж высоких хлебов) (1970) kao Pavlo Stručok
- Beloruska stanica (Белорусский вокзал) (1971) kao Ivan Prikhodko
- Džtlmenska sreća (Джентльмены удачи) (1971) kao Jevgeni Ivanovič Troškin / Docent
- Vozili smo se tramvajem Ilf i Petrov (Ехали в трамвае Ильф и Петров) (1972) kao Vitali Kapitulov
- Bolja vremena (Большая перемена) (1972, TV mini-serija) kao Lednev
- Trkači (Гонщики) (1973) kao Ivan M. Kukuškin
- Sasvim propao (Совсем пропащий) (1973) kao bitanga s nadimkom „Kralj”
- Pod kamenim nebom (Под каменным небом) (1974) kao stariji poručnik Kravtsov
- Bonus  (1974) kao Vasili T. Potapov
- Afonja (Афоня) (1975) kao Kolja
- Cirkus u cirkusu (Соло для слона с оркестром) (1975) kao direktor cirkusa Ivanov
- Korak unapred (Шаг навстречу) (1976) kao Serafim Nikitič
- Stariji sin (Старший сын) (1976, TV film) kao Andrej Grigorijevič Sarafanov
- Legenda o Tilu (Легенда о Тиле) (1977) kao Lam Goedžak
- Dugi kriminalni slučaj (Длинное, длинное дело) (1977) ka Mikhajl P. Lužin
- Mimino (Мимино) (1977) kao Volokov
- Smešni ljudi! (Смешные люди!) (1977) kao horista Aleksej Aleksejevič
- Ženidba (Женитьба) (1978) kao Baltazar Baltazarovič Zhevakin
- Pratilac (Дуэнья) (1978, TV film) kao Don Izokeljo Mendoso
- Obično čudo (Обыкновенное чудо) (1978, TV film) kao Kralj
- I to je sve o njemu (И это всё о нём) (1978) kao policijski kapetan Aleksandr M. Prokhorov
- Jesenji maraton (Осенний марафон) (1979) kao Vasili Ignatjevič Kharitonov
- Vera i pravda (Верой и правдой) (1979) kao Jevgeni S. Banikov
- Odmor u septembru (Отпуск в сентябре) (1979, TV film) kao Vladimir Andreevich Kushak
- Pozajmljujući šibice (За спичками) (1980) kao Anti Ihalajnen
- O jadnom gusaru recite koju reč (О бедном гусаре замолвите слово) (1981, TV film) kao provincijalni glumac Afanasi P. Bubencov
- Dom, koji je izgradio Svift (Дом, который построил Свифт) (1982, TV film) kao džin Gljum
- Suze su padale (Слёзы капали) (1983) kao Pavel Ivanovič Vasin
- Jedinstven (Уникум) (1983) kao režiser
- Vreme i porodica Konvejs (Время и семья Конвей) (1984) kao Alan Konvaj, dvadeset godina kasnije
- Kin-dža-dža (Кин-дза-дза!) (1986) kao Vef Katanac, lutajući pevač
- Ubiti zmaja (Убить Дракона) (1988) kao gradonačelnik
- Passport (Паспорт) (1990) kao službenik Sovjetske ambasade u Austriji
- Detektivski biro „Feliks” (Детективное агентство "Феликс") (1993) kao ujak Vanja
- Američki deka (Американский дедушка) (1993) kao Gogolev
- Nastja (Настя) (1993) kao Jakov Aleksejevič

Glasovni glumac
- Vini Pu
- Vini Pu u poseti
- Vini pu i naporan dan
- Smeh i tuga Belog mora

## Spoljašnje veze
- Jevgenij Leonov na sajtu  (jezik: engleski)